# Maybach 57 a 62

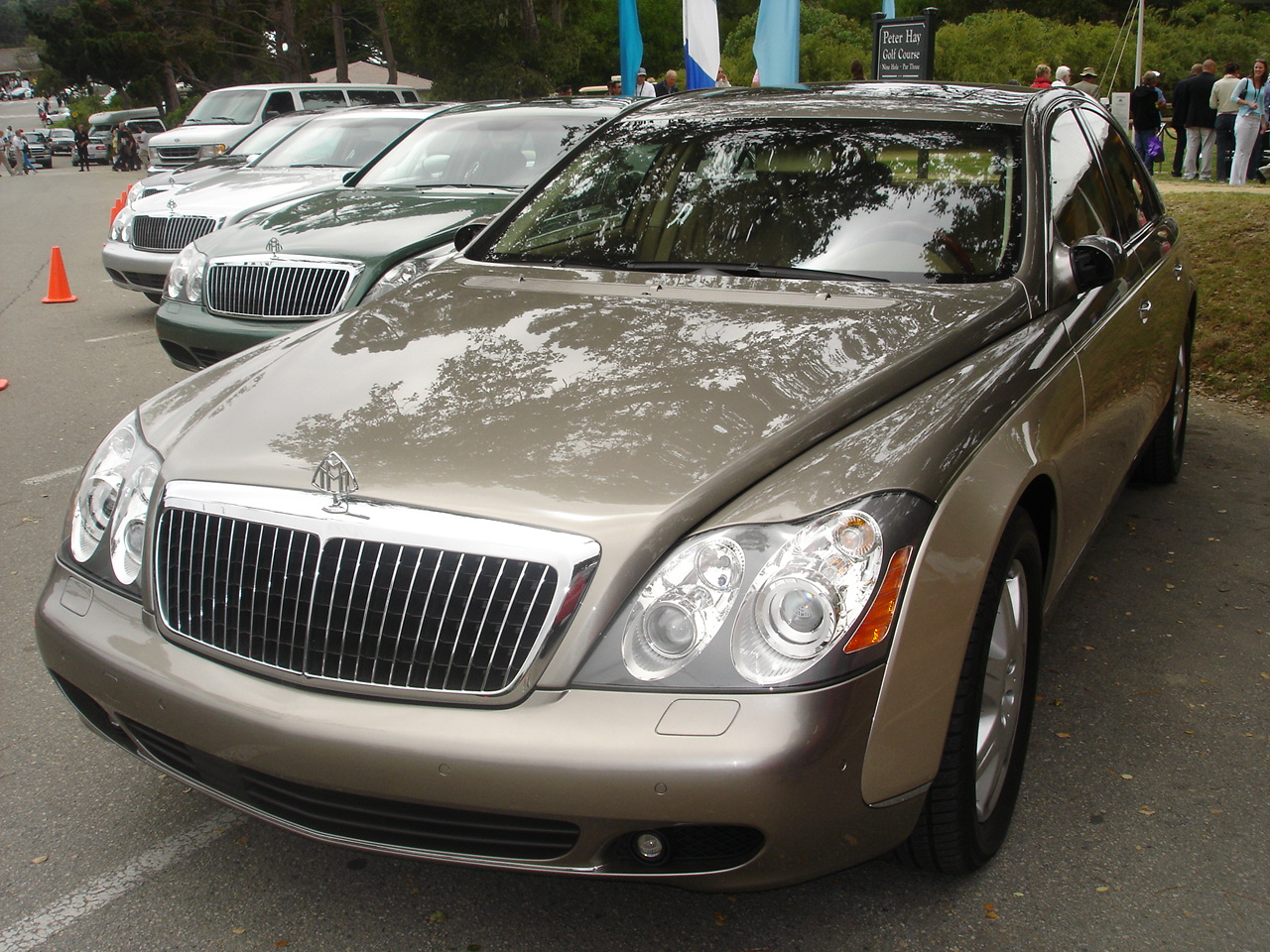
Vozy Maybach 57 a 62 na Concours d'Elegance v Pebble Beach v Kalifornii v roce 2005

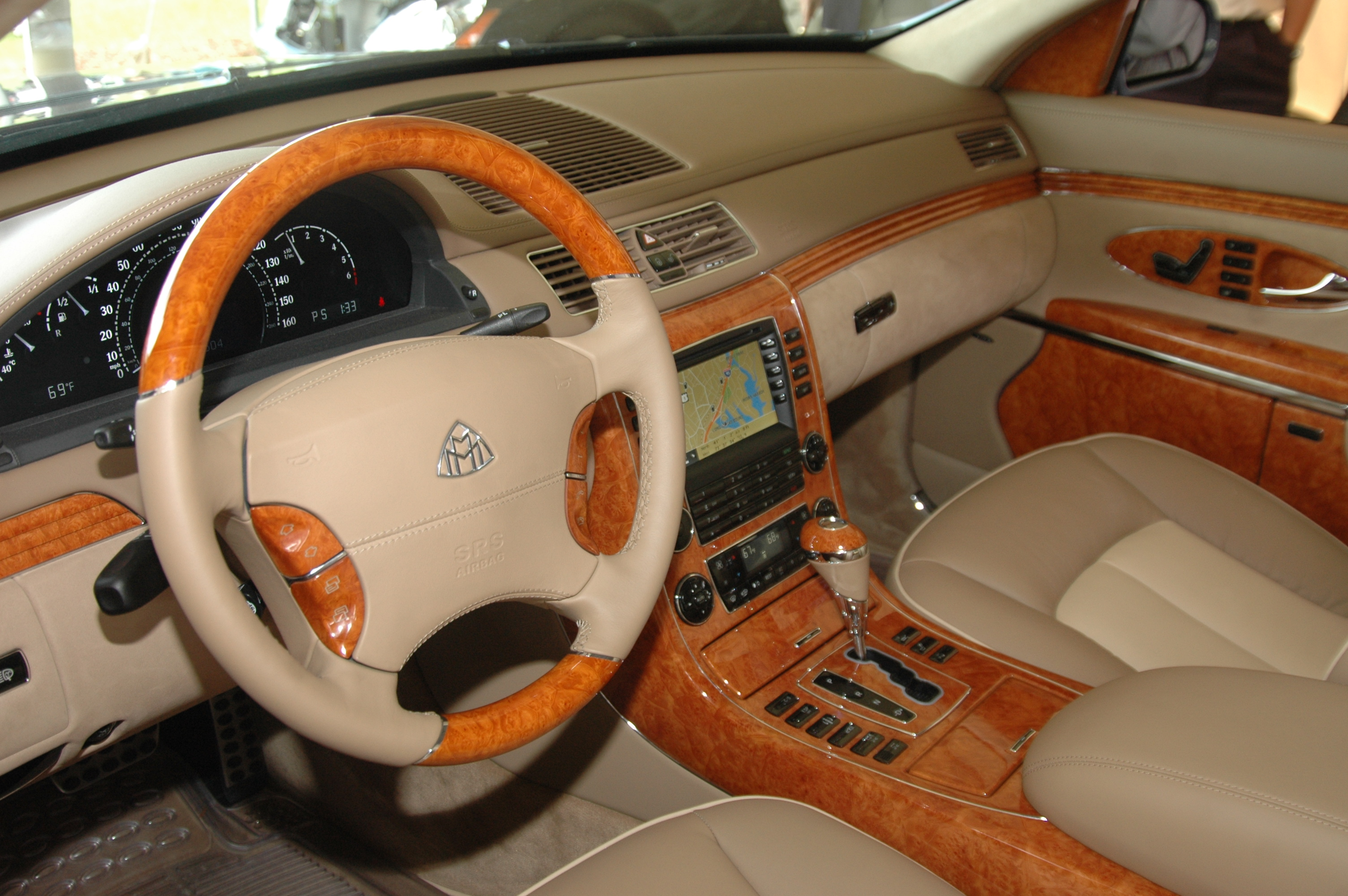
Interiér modelu Maybach 62 z roku 2006

Maybach 57 byl spolu s typem Maybach 62 prvním automobilem značky Maybach od jejího obnovení společností DaimlerChrysler AG (nyní Daimler AG). Oba typy se liší pouze délkou. Automobil Maybach 57 je odvozen od konceptu Mercedes-Benz Maybach, který byl představen na autosalonu v Tokiu v roce 1997. Tento automobilový koncept byl založen na sedanu Mercedes-Benz třídy S. V Indexu luxusních značek za rok 2008 se umístil Maybach na první místo před Rolls-Royce a Bentley. Jejich výroba kvůli nízkým prodejům a ztrátovosti skončila roku 2013.

## Historie
Společnost DaimlerChrysler AG se pokoušela koupit značky Rolls Royce a Bentley poté, co je společnost Vickers nabídla k prodeji. Když tento pokus nevyšel (byli poraženi Volkswagenem a BMW později uplatnilo opci, aby získalo značku Rolls Royce), představili v roce 2002 značku Maybach jako přímého konkurenta. Model Maybach 57 je variantou mimořádně luxusního automobilu. Číslo modelu odráží příslušnou délku automobilu v decimetrech. Pohání ho dvanáctiválcový motor Mercedes o objemu 5,5 litru s dvěma turbodmychadly a válci postavenými do V o výkonu 405 kilowattů.

## Uvedení na trh
26. června 2002 odplul Maybach 62 uzavřený do skleněné schránky ze Southamptonu v Anglii na lodi Queen Elizabeth II na cestu do New Yorku. V luxusních kajutách na palubě byli přítomni zástupci médií a představitelé společnosti.
Loď přistála v New Yorku 2. července spolu se čluny vypouštějícími ohňostroj a se člunem, na kterém se konala party. Ze zaoceánského parníku do přístavu byl automobil vyzvednut pomocí helikoptéry. Pak odjel do hotelu Regent na Wall Street.

## Ceny
Ceny (Evropa/Amerika):
- Maybach 57 – € 366,934
- Maybach 57 S – € 417,402 / $ 381,250
- Maybach 62 – € 431,055 / $ 392,750
- Maybach 62 S – € 492,602 / $ 432,250
- Maybach Landaulet – € 900,000 / $ 1,350,000